# Parco Carlo Urbani
Il Parco del Lungo Sàvena è un parco pubblico fluviale urbano, intitolato a Carlo Urbani nel novembre del 2011. Si sviluppa tra il comune di Bologna e quello di San Lazzaro di Savena ed è organizzato attraverso un sistema di percorsi e spazi verdi che, seguendo il corso del torrente, lo collegano ad altri parchi (Parco della Resistenza, Parco dei Cedri, Parco del Paleotto).

## Cartografia
Il parco del Lungo Sàvena “Carlo Urbani”, è orientato da S.O. a N.E.  La latitudine del punto di baricentro è di 44°27'54 e la longitudine del punto di baricentrico è 11° 23' 05 . Confina ad Ovest con il comune di Bologna e ad Est con il comune di San Lazzaro di Savena. Si estende per circa 27,3 ha. Ha una lunghezza massima di 2102 m e una larghezza media di 91 m. Il suo perimetro si sviluppa per 8750 m. Collega idealmente le ultime propaggini delle colline appenniniche ai primi lembi della pianura Padana. Si estende sia sulla riva destra, che su quella sinistra del torrente Savena, comprende fasce boschive igrofile e zone arbustive non coltivate. La sua vegetazione è in parte di origine antropica e in parte spontanea. La quota massima del parco è di 80 m s.l.m. e quella minima di 67 m s.l.m.. Si estende ai confini di aree abitate e comprende al suo interno alcuni edifici pubblici e un settore dedicato ad orti urbani. Il territorio del parco è stato arredato per migliorarne la fruizione da parte della cittadinanza (panchine, tavoli, giochi per l'infanzia, stazioni ginniche).

## Flora
La vegetazione del parco Carlo Urbani, essendo radicata in una zona urbana, risente dell'immediata vicinanza di esemplari importati e coltivati. Di conseguenza, si osserva una contaminazione dell'ambiente naturale tipicamente fluviale e di pianura, con la presenza di specie più caratteristiche della collina locale.
È presente una ricca varietà di flora che può essere suddivisa in erbacea (equiseto, trifoglio, consolida, edera, margherita, ranuncolo, tarassaco, non ti scordar di me, lampagione, malva, alliaria, ortica e graminacee come avena e orzo selvatico), cespugli (fusaggine, crespino, nocciolo, rovo, biancospino), alberi ad alto fusto: ontano, fico, sambuco, bagolaro, platano, robinia, albero di Giuda, frassino, vari tipi di aceri, salici, pioppi, gelsi e querce. In alcuni casi, le dimensioni del diametro del tronco e il notevole sviluppo in altezza, testimoniano un radicamento ultradecennale. 
Non mancano inoltre alghe, muschi e licheni ai bordi del torrente e sulle cortecce degli alberi.

## Fauna
Nonostante la vicinanza all'area urbana, il parco ospita numerose specie animali che contribuiscono ad arricchirne il bioma.
- mammiferi: capriolo, cinghiale, toporagno, donnola, talpa, volpe, lepre, faina, riccio, scoiattolo, nutria, pipistrello.
- uccelli: poiana, civetta, fagiano, ghiandaia, picchio verde, rosso maggiore e picchio muraiolo, cinciallegra, cincia, gazza, merlo, assiolo, cornacchia, rondine, pettirosso, usignolo, passero, codirosso, upupa, martin pescatore, germano reale, airone cenerino, piccione.
- rettili: lucertola campestre, biacco, natrice dal collare.
- anfibi: rana verde e marrone, tritone cornuto.
- invertebrati: sanguisuga, lombrico, lumaca, chiocciola, cavalletta, ragno, grillo, formica rossa e nera, forbice, effimera, farfalla, ape, bombo, scarabeo rinoceronte, coleottero, tipula, coccinella, cimice carabiniere.
- pesci: ghiozzo, lasca, cobite, barbo, cavedano, gobione.

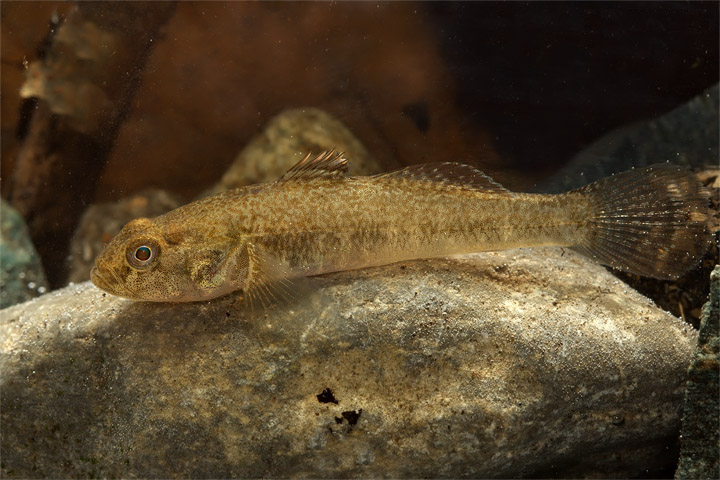
Un ghiozzo

## Antropizzazione
Il parco del Lungo Sàvena presenta molti interventi antropici relativi sia alla sua vegetazione, sia agli elementi di arredo urbano che di utilizzo delle aree golenali. Un sentiero di sabbia e cemento costeggia il greto del fiume da cui è separato da una lunga staccionata di legno che rende più sicuro il percorso. All'interno dell'area più antropizzata sono state collocate panchine, fontane in ferro battuto, tavoli e gazzebi attrezzati per picnic, bacheche per avvisi, giochi per bambini. Alcuni ponti attraversano il parco per consentire il passaggio di pedoni e delle automobili. Su molti alberi sono state collocate ricoveri in legno per gli uccelli. Una pista ciclabile permette di percorrere il parco intrecciandosi con il percorso-vita.